# Wladimir Iwanowitsch Dolgich

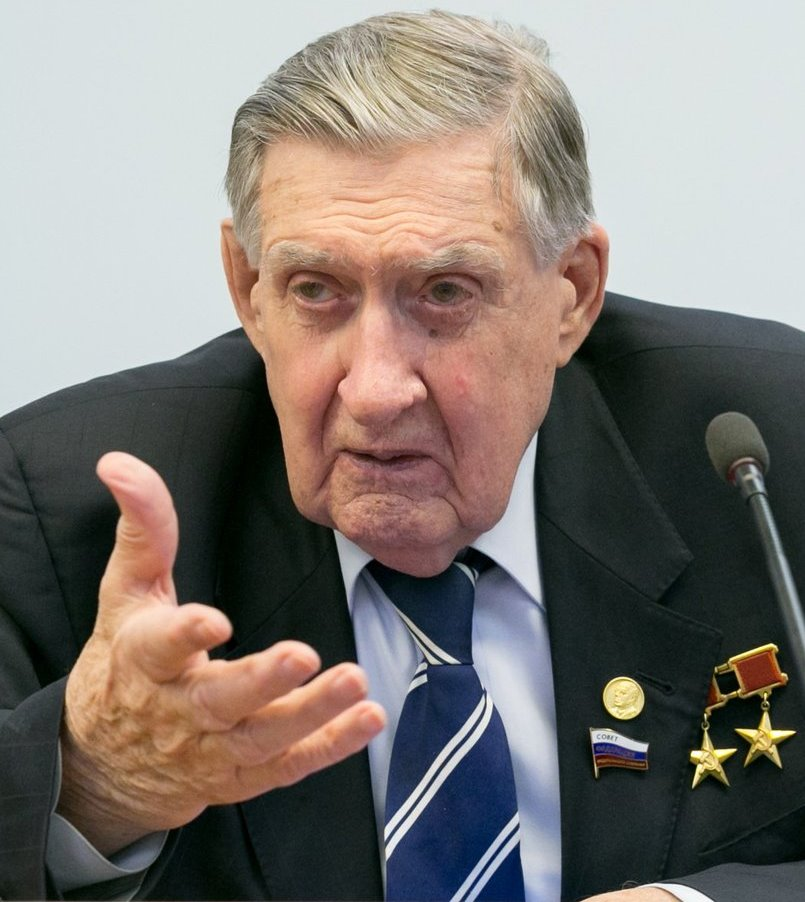
Wladimir Dolgich (2016)

Wladimir Iwanowitsch Dolgich (russisch Владимир Иванович Долгих; * 5. Dezember 1924 in Ilanskaja (heute Ilanski), Region Krasnojarsk; † 8. Oktober 2020 in Moskau) war ein sowjetischer bzw. russischer Politiker.
Dolgich wurde als Sohn eines Eisenbahnarbeiters geboren. Bereits 1941 ging er freiwillig zur Roten Armee und beteiligte sich an der Schlacht um Moskau. 1943 wurde er nach einer schweren Verletzung aus dem Militär entlassen. Nach dem Krieg studierte er an der Hochschule für Berg- und Hüttenwesen in Irkutsk, die er 1949 abschloss. Danach arbeitete er am Norilsker Eisenhüttenkombinat (heute Teil des MMC Norilsk Nickel), das er von 1958 bis 1969 leitete. Später machte er Karriere in der KPdSU, der er seit 1942 angehörte. Von 1969 bis 1972 war er Erster Sekretär des regionalen Parteikomitees in Krasnojarsk und wurde dann nach Moskau berufen. 1972 wurde er Mitglied des Sekretariats des ZK der KPdSU, 1982 Kandidat des Politbüros des ZK der KPdSU. Beide Ämter verlor er 1988, als er in den Ruhestand versetzt wurde, verblieb jedoch Abgeordneter des Obersten Sowjets der UdSSR (bis 1989) und des Obersten Sowjets der RSFSR (bis 1990). Im Dezember 2011 wurde Dolgich, der inzwischen der Partei Einiges Russland angehörte, in die Duma gewählt und eröffnete am 21. Dezember, als ältester Abgeordneter, die konstituierende Sitzung der neuen Duma. Am 13. September 2013 ernannte ihn der Moskauer Bürgermeister Sergei Sobjanin zum Vertreter des Exekutivorgans von Moskau im Föderationsrat. 2018 folgte ihm Wladimir Koschin nach.
Dolgich wurde zweimal mit dem Titel Held der sozialistischen Arbeit, sechsmal mit dem Leninorden sowie mit dem Orden der Freundschaft und dem Verdienstorden für das Vaterland 4., 2. und 1. Klasse ausgezeichnet.